# 闽北民系
闽北民系（羅馬字：Mâing-bă̤-nêng，實際讀音：/maiŋ˧˧ pɛ˨˦ neiŋ˧˧/（建瓯话读音））是中国福建省北部内陆地区一个以闽北语为母语的族群，是汉族福建民系的一个分支，主要分布于今福建省南平市的闽江上游一带，总人口约两百多万。广义上的闽北民系还包括闽中语、邵将语的母语使用者，分布于南平和三明两地级市，共有四百多万人。历史上，这些县市属于闽北文化圈的建州辖境之内。
闽北人风尚习俗与人文性格较纯朴敦古，以传统农耕为主，自给自足。闽北地区在福建省各地中，经济发展较为落后，且居民流动性较大，致使文化教育与人文事业缺乏稳定发展的持续力。
闽北民系的来源有两个：中原汉人的入迁和土著闽越人的汉化。南迁至闽北一带的汉人与当地汉化的闽越人相互融合，形成闽北民系。闽北也是北人入闽时最先到达的地区。在宋、元期间，大量江西人迁入福建，使得邵武和将乐一带的闽北人混有一定江右民系的血统。